# Adler Mannheim
Adler Mannheim je německý klub ledního hokeje, který sídlí ve městě Mannheim ve spolkové zemi Bádensko-Württembersko. Založen byl v roce 1938 pod názvem Mannheimer ERC. Svůj současný název nese od roku 1994. Německým mistrem se stal v letech 1980, 1997, 1998, 1999, 2001, 2007, 2015 a 2019. Německý pohár vyhrál v roce 2003 a 2007. Od sezóny 1994/95 působí v Deutsche Eishockey Lize, německé nejvyšší soutěži ledního hokeje. Klubové barvy jsou modrá, bílá a červená.
Adler sídlil téměř sedmdesát let na stadionu Eisstadion am Friedrichspark, až na začátku sezony 2005/06 se přestěhoval do nového stánku SAP Arena. Ta se nachází v Mannheimu v Německu. Je to víceúčelová hala, ve které se nejvíce pořádají utkání v házené či v ledním hokeji. Byla otevřena roku 2005 a pojme 13 600 diváků.

## Historické názvy
Zdroj:
- 1938 – Mannheimer ERC (Mannheimer Eis- und Rollsport-Club)
- 1994 – Adler Mannheim

## Získané trofeje
- Meisterschaft / Bundesliga / DEL (8×)
  - 1979/80, 1996/97, 1997/98, 1998/99, 2000/01, 2006/07, 2014/15, 2018/19
- Deutscher Eishockeypokal (2×)
  - 2002/03, 2006/07

## Účast v mezinárodních pohárech
Zdroj:
Legenda: SP – Spenglerův pohár, EHP – Evropský hokejový pohár, EHL – Evropská hokejová liga, SSix – Super six, IIHFSup – IIHF Superpohár, VC – Victoria Cup, HLMI – Hokejová liga mistrů IIHF, ET – European Trophy, HLM – Hokejová liga mistrů, KP – Kontinentální pohár
- SP 1958 – Základní skupina (4. místo)
- EHP 1980/1981 – 3. kolo
- SP 1991 – Základní skupina (5. místo)
- SP 1997 – Základní skupina (4. místo)
- EHL 1997/1998 – Základní skupina B (3. místo)
- EHL 1998/1999 – Kvalifikační skupina A (3. místo)
- EHL 1999/2000 – Základní skupina C (4. místo)
- SP 2001 – Základní skupina (4. místo)
- SP 2007 – Základní skupina (3. místo)
- SP 2009 – Základní skupina (3. místo)
- ET 2010 – Divize Capital (7. místo)
- ET 2011 – Jižní divize (3. místo)
- ET 2012 – Západní divize (8. místo)
- SP 2012 – Čtvrtfinále
- ET 2013 – Západní divize (4. místo)
- HLM 2014/2015 – Základní skupina G (4. místo)
- SP 2015 – Čtvrtfinále
- HLM 2015/2016 – Šestnáctifinále
- HLM 2016/2017 – Základní skupina C (3. místo)
- HLM 2017/2018 – Osmifinále
- HLM 2019/2020 –

## Přehled ligové účasti
Stručný přehled
Zdroj:
- 1941–1943: Deutsche Eishockey-Meisterschaft (1. ligová úroveň v Německu)
- 1948: Deutsche Eishockey-Meisterschaft (1. ligová úroveň v Německu)
- 1953–1954: Eishockey-Landesliga Baden-Württemberg (2. ligová úroveň v Německu)
- 1954–1955: Eishockey-Oberliga (1. ligová úroveň v Německu)
- 1955–1956: Eishockey-Landesliga Baden-Württemberg (2. ligová úroveň v Německu)
- 1956–1958: Eishockey-Oberliga (1. ligová úroveň v Německu)
- 1958–1971: Eishockey-Bundesliga (1. ligová úroveň v Německu)
- 1971–1973: Eishockey-Oberliga (2. ligová úroveň v Německu)
- 1973–1978: 2. Eishockey-Bundesliga (2. ligová úroveň v Německu)
- 1978–1994: Eishockey-Bundesliga (1. ligová úroveň v Německu)
- 1994– : Deutsche Eishockey Liga (1. ligová úroveň v Německu)

Jednotlivé ročníky
Zdroj:
Legenda: ZČ – základní část, červené podbarvení – sestup, zelené podbarvení – postup, fialové podbarvení – reorganizace, změna skupiny či soutěže
| Velkoněmecká říše (1941–1944)     |                                                                                             |                                                                                             |                                                                                             |                                                                                             |                                                                                             |
| Sezóny                            | Soutěž                                                                                      | Úroveň                                                                                      | ZČ                                                                                          | Play-off                                                                                    | Poznámky                                                                                    |
| 1941                              | Deutsche Meisterschaft                                                                      | 1. úroveň                                                                                   | nehráno                                                                                     | Základní skupina D (2. místo)                                                               |                                                                                             |
| 1942                              | Deutsche Meisterschaft                                                                      | 1. úroveň                                                                                   | nehráno                                                                                     | Základní skupina C (1. místo)                                                               | Soutěž nedohrána                                                                            |
| 1943                              | Deutsche Meisterschaft                                                                      | 1. úroveň                                                                                   | nehráno                                                                                     | Semifinále (neodehráno)                                                                     | Soutěž nedohrána                                                                            |
| ...                               |                                                                                             |                                                                                             |                                                                                             |                                                                                             |                                                                                             |
| Německé okupační zóny (1945–1949) |                                                                                             |                                                                                             |                                                                                             |                                                                                             |                                                                                             |
| Sezóny                            | Soutěž                                                                                      | Úroveň                                                                                      | ZČ                                                                                          | Play-off                                                                                    | Poznámky                                                                                    |
| 1945                              | V roce 1945 nebylo na území poválečného Německa odehráno žádné mistrovství v ledním hokeji. | V roce 1945 nebylo na území poválečného Německa odehráno žádné mistrovství v ledním hokeji. | V roce 1945 nebylo na území poválečného Německa odehráno žádné mistrovství v ledním hokeji. | V roce 1945 nebylo na území poválečného Německa odehráno žádné mistrovství v ledním hokeji. | V roce 1945 nebylo na území poválečného Německa odehráno žádné mistrovství v ledním hokeji. |
| ...                               |                                                                                             |                                                                                             |                                                                                             |                                                                                             |                                                                                             |
| 1948                              | Deutsche Meisterschaft                                                                      | 1. úroveň                                                                                   | nehráno                                                                                     | Skupina Jih (5. místo)                                                                      | Reorganizace                                                                                |
| ...                               |                                                                                             |                                                                                             |                                                                                             |                                                                                             |                                                                                             |
| Německo (1949–)                   |                                                                                             |                                                                                             |                                                                                             |                                                                                             |                                                                                             |
| Sezóny                            | Soutěž                                                                                      | Úroveň                                                                                      | ZČ                                                                                          | Play-off                                                                                    | Poznámky                                                                                    |
| ...                               |                                                                                             |                                                                                             |                                                                                             |                                                                                             |                                                                                             |
| 1953/54                           | Landesliga Baden-Württemberg                                                                | 2. úroveň                                                                                   | ?. místo                                                                                    |                                                                                             | Postup                                                                                      |
| 1954/55                           | Oberliga                                                                                    | 1. úroveň                                                                                   | 8. místo                                                                                    |                                                                                             | Sestup                                                                                      |
| 1955/56                           | Landesliga Baden-Württemberg                                                                | 2. úroveň                                                                                   | ?. místo                                                                                    |                                                                                             | Postup                                                                                      |
| 1956/57                           | Oberliga West                                                                               | 1. úroveň                                                                                   | 2. místo                                                                                    | Finálová skupina (4. místo)                                                                 |                                                                                             |
| 1957/58                           | Oberliga West                                                                               | 1. úroveň                                                                                   | 1. místo                                                                                    | Finálová skupina (4. místo)                                                                 | Reorganizace                                                                                |
| 1958/59                           | Bundesliga                                                                                  | 1. úroveň                                                                                   | 3. místo                                                                                    |                                                                                             |                                                                                             |
| 1959/60                           | Bundesliga                                                                                  | 1. úroveň                                                                                   | 5. místo                                                                                    |                                                                                             |                                                                                             |
| 1960/61                           | Bundesliga                                                                                  | 1. úroveň                                                                                   | 5. místo                                                                                    |                                                                                             |                                                                                             |
| 1961/62                           | Bundesliga                                                                                  | 1. úroveň                                                                                   | 6. místo                                                                                    | Skupina o udržení (3. místo)                                                                |                                                                                             |
| 1962/63                           | Bundesliga                                                                                  | 1. úroveň                                                                                   | 3. místo                                                                                    | Finálová skupina (3. místo)                                                                 |                                                                                             |
| 1963/64                           | Bundesliga                                                                                  | 1. úroveň                                                                                   | 7. místo                                                                                    | Skupina o udržení (2. místo)                                                                |                                                                                             |
| 1964/65                           | Bundesliga                                                                                  | 1. úroveň                                                                                   | 4. místo                                                                                    | Finálová skupina (3. místo)                                                                 |                                                                                             |
| 1965/66                           | Bundesliga                                                                                  | 1. úroveň                                                                                   | 5. místo                                                                                    | Finálová skupina (4. místo)                                                                 |                                                                                             |
| 1966/67                           | Bundesliga West                                                                             | 1. úroveň                                                                                   | 2. místo                                                                                    | Finálová skupina (6. místo)                                                                 |                                                                                             |
| 1967/68                           | Bundesliga West                                                                             | 1. úroveň                                                                                   | 3. místo                                                                                    | Finálová skupina (5. místo)                                                                 |                                                                                             |
| 1968/69                           | Bundesliga West                                                                             | 1. úroveň                                                                                   | 3. místo                                                                                    | Finálová skupina (4. místo)                                                                 |                                                                                             |
| 1969/70                           | Bundesliga                                                                                  | 1. úroveň                                                                                   | 9. místo                                                                                    | Baráž o Bundesligu (2. místo)                                                               |                                                                                             |
| 1970/71                           | Bundesliga                                                                                  | 1. úroveň                                                                                   | 10. místo                                                                                   |                                                                                             | Sestup                                                                                      |
| 1971/72                           | Oberliga                                                                                    | 2. úroveň                                                                                   | 4. místo                                                                                    |                                                                                             |                                                                                             |
| 1972/73                           | Oberliga                                                                                    | 2. úroveň                                                                                   | 3. místo                                                                                    |                                                                                             | Reorganizace                                                                                |
| 1973/74                           | 2. Bundesliga                                                                               | 2. úroveň                                                                                   | 2. místo                                                                                    |                                                                                             |                                                                                             |
| 1974/75                           | 2. Bundesliga                                                                               | 2. úroveň                                                                                   | 3. místo                                                                                    |                                                                                             |                                                                                             |
| 1975/76                           | 2. Bundesliga                                                                               | 2. úroveň                                                                                   | 5. místo                                                                                    |                                                                                             |                                                                                             |
| 1976/77                           | 2. Bundesliga                                                                               | 2. úroveň                                                                                   | 2. místo                                                                                    | Finálová skupina (4. místo)                                                                 |                                                                                             |
| 1977/78                           | 2. Bundesliga                                                                               | 2. úroveň                                                                                   | 2. místo                                                                                    | Finálová skupina (2. místo)                                                                 | Postup                                                                                      |
| 1978/79                           | Bundesliga                                                                                  | 1. úroveň                                                                                   | 4. místo                                                                                    | Finálová skupina (6. místo)                                                                 |                                                                                             |
| 1979/80                           | Bundesliga                                                                                  | 1. úroveň                                                                                   | 2. místo                                                                                    | Finálová skupina (1. místo)                                                                 |                                                                                             |
| 1980/81                           | Bundesliga                                                                                  | 1. úroveň                                                                                   | 3. místo                                                                                    | Zápas o 3. místo (výhra)                                                                    |                                                                                             |
| 1981/82                           | Bundesliga                                                                                  | 1. úroveň                                                                                   | 3. místo                                                                                    | Finále                                                                                      |                                                                                             |
| 1982/83                           | Bundesliga                                                                                  | 1. úroveň                                                                                   | 2. místo                                                                                    | Finále                                                                                      |                                                                                             |
| 1983/84                           | Bundesliga                                                                                  | 1. úroveň                                                                                   | 1. místo                                                                                    | Zápas o 3. místo (výhra)                                                                    |                                                                                             |
| 1984/85                           | Bundesliga                                                                                  | 1. úroveň                                                                                   | 3. místo                                                                                    | Finále                                                                                      |                                                                                             |
| 1985/86                           | Bundesliga                                                                                  | 1. úroveň                                                                                   | 7. místo                                                                                    | Čtvrtfinále                                                                                 |                                                                                             |
| 1986/87                           | Bundesliga                                                                                  | 1. úroveň                                                                                   | 4. místo                                                                                    | Finále                                                                                      |                                                                                             |
| 1987/88                           | Bundesliga                                                                                  | 1. úroveň                                                                                   | 3. místo                                                                                    | Zápas o 3. místo (výhra)                                                                    |                                                                                             |
| 1988/89                           | Bundesliga                                                                                  | 1. úroveň                                                                                   | 3. místo                                                                                    | Zápas o 3. místo (prohra)                                                                   |                                                                                             |
| 1989/90                           | Bundesliga                                                                                  | 1. úroveň                                                                                   | 7. místo                                                                                    | Čtvrtfinále                                                                                 |                                                                                             |
| 1990/91                           | Bundesliga                                                                                  | 1. úroveň                                                                                   | 5. místo                                                                                    | Čtvrtfinále                                                                                 |                                                                                             |
| 1991/92                           | Bundesliga                                                                                  | 1. úroveň                                                                                   | 6. místo                                                                                    | Semifinále                                                                                  |                                                                                             |
| 1992/93                           | Bundesliga                                                                                  | 1. úroveň                                                                                   | 5. místo                                                                                    | Semifinále                                                                                  |                                                                                             |
| 1993/94                           | Bundesliga                                                                                  | 1. úroveň                                                                                   | 7. místo                                                                                    | Čtvrtfinále                                                                                 | Reorganizace                                                                                |
| 1994/95                           | Deutsche Eishockey Liga                                                                     | 1. úroveň                                                                                   | Bronzová medaile                                                                            | Čtvrtfinále Prohra s Kölner Haie 1 : 4                                                      |                                                                                             |
| 1995/96                           | Deutsche Eishockey Liga                                                                     | 1. úroveň                                                                                   | 6. místo                                                                                    | Čtvrtfinále Prohra s EV Landshut 0 : 3                                                      |                                                                                             |
| 1996/97                           | Deutsche Eishockey Liga                                                                     | 1. úroveň                                                                                   | Stříbrná medaile                                                                            | Finále Výhra s Kassel Huskies 3 : 0                                                         |                                                                                             |
| 1997/98                           | Deutsche Eishockey Liga                                                                     | 1. úroveň                                                                                   | Zlatá medaile                                                                               | Finále Výhra s Eisbären Berlín 3 : 1                                                        |                                                                                             |
| 1998/99                           | Deutsche Eishockey Liga                                                                     | 1. úroveň                                                                                   | Bronzová medaile                                                                            | Finále Výhra s Nürnberg Ice Tigers 3 : 2                                                    |                                                                                             |
| 1999/00                           | Deutsche Eishockey Liga                                                                     | 1. úroveň                                                                                   | 5. místo                                                                                    | Čtvrtfinále Prohra s Kassel Huskies 2 : 3                                                   |                                                                                             |
| 2000/01                           | Deutsche Eishockey Liga                                                                     | 1. úroveň                                                                                   | Zlatá medaile                                                                               | Finále Výhra s München Barons 3 : 1                                                         |                                                                                             |
| 2001/02                           | Deutsche Eishockey Liga                                                                     | 1. úroveň                                                                                   | Stříbrná medaile                                                                            | Finále Prohra s Kölner Haie 2 : 3                                                           |                                                                                             |
| 2002/03                           | Deutsche Eishockey Liga                                                                     | 1. úroveň                                                                                   | 4. místo                                                                                    | Semifinále Prohra s Kölner Haie 0 : 3                                                       |                                                                                             |
| 2003/04                           | Deutsche Eishockey Liga                                                                     | 1. úroveň                                                                                   | 6. místo                                                                                    | Čtvrtfinále Prohra s Frankfurt Lions 2 : 3                                                  |                                                                                             |
| 2004/05                           | Deutsche Eishockey Liga                                                                     | 1. úroveň                                                                                   | 6. místo                                                                                    | Finále Prohra s Eisbären Berlín 0 : 3                                                       |                                                                                             |
| 2005/06                           | Deutsche Eishockey Liga                                                                     | 1. úroveň                                                                                   | 10. místo                                                                                   | Ne                                                                                          |                                                                                             |
| 2006/07                           | Deutsche Eishockey Liga                                                                     | 1. úroveň                                                                                   | Zlatá medaile                                                                               | Finále Výhra s Nürnberg Ice Tigers 3 : 0                                                    |                                                                                             |
| 2007/08                           | Deutsche Eishockey Liga                                                                     | 1. úroveň                                                                                   | 6. místo                                                                                    | Čtvrtfinále Prohra s Kölner Haie 1 : 4                                                      |                                                                                             |
| 2008/09                           | Deutsche Eishockey Liga                                                                     | 1. úroveň                                                                                   | 4. místo                                                                                    | Semifinále Prohra s Eisbären Berlín 1 : 3                                                   |                                                                                             |
| 2009/10                           | Deutsche Eishockey Liga                                                                     | 1. úroveň                                                                                   | 9. místo                                                                                    | Předkolo Prohra s Augsburger Panther 0 : 2                                                  |                                                                                             |
| 2010/11                           | Deutsche Eishockey Liga                                                                     | 1. úroveň                                                                                   | 7. místo                                                                                    | Čtvrtfinále Prohra s Düsseldorfer EG 1 : 3                                                  |                                                                                             |
| 2011/12                           | Deutsche Eishockey Liga                                                                     | 1. úroveň                                                                                   | 4. místo                                                                                    | Finále Prohra s Eisbären Berlín 2 : 3                                                       |                                                                                             |
| 2012/13                           | Deutsche Eishockey Liga                                                                     | 1. úroveň                                                                                   | Zlatá medaile                                                                               | Čtvrtfinále Prohra s Grizzlys Wolfsburg 2 : 4                                               |                                                                                             |
| 2013/14                           | Deutsche Eishockey Liga                                                                     | 1. úroveň                                                                                   | 4. místo                                                                                    | Čtvrtfinále Prohra s Kölner Haie 1 : 4                                                      |                                                                                             |
| 2014/15                           | Deutsche Eishockey Liga                                                                     | 1. úroveň                                                                                   | Zlatá medaile                                                                               | Finále Výhra s ERC Ingolstadt 4 : 2                                                         |                                                                                             |
| 2015/16                           | Deutsche Eishockey Liga                                                                     | 1. úroveň                                                                                   | 10. místo                                                                                   | Předkolo Prohra s Kölner Haie 1 : 2                                                         |                                                                                             |
| 2016/17                           | Deutsche Eishockey Liga                                                                     | 1. úroveň                                                                                   | Stříbrná medaile                                                                            | Čtvrtfinále Prohra s Eisbären Berlín 3 : 4                                                  |                                                                                             |
| 2017/18                           | Deutsche Eishockey Liga                                                                     | 1. úroveň                                                                                   | 5. místo                                                                                    | Semifinále Prohra s EHC Red Bull München 1 : 4                                              |                                                                                             |
| 2018/19                           | Deutsche Eishockey Liga                                                                     | 1. úroveň                                                                                   | Zlatá medaile                                                                               | Finále Výhra s EHC Red Bull München 4 : 1                                                   |                                                                                             |
| 2019/20                           | Deutsche Eishockey Liga                                                                     | 1. úroveň                                                                                   | Ročník zrušen po odehrání základní části z důvodu epidemie koronaviru SARS-CoV-2.           | Ročník zrušen po odehrání základní části z důvodu epidemie koronaviru SARS-CoV-2.           | Ročník zrušen po odehrání základní části z důvodu epidemie koronaviru SARS-CoV-2.           |
| 2020/21                           | Deutsche Eishockey Liga                                                                     | 1. úroveň                                                                                   |                                                                                             | Semifinále Prohra s Grizzlys Wolfsburg 1 : 2                                                |                                                                                             |
| 2021/22                           | Deutsche Eishockey Liga                                                                     | 1. úroveň                                                                                   | 5. místo                                                                                    | Semifinále Prohra s Eisbären Berlín 2 : 3                                                   |                                                                                             |
| 2022/23                           | Deutsche Eishockey Liga                                                                     | 1. úroveň                                                                                   | Bronzová medaile                                                                            | Semifinále Prohra s ERC Ingolstadt 3 : 4                                                    |                                                                                             |
| 2023/24                           | Deutsche Eishockey Liga                                                                     | 1. úroveň                                                                                   | 7. místo                                                                                    | Čtvrtfinále Prohra s Eisbären Berlín 1 : 4                                                  |                                                                                             |